# Rognon (Doubs)
Rognon település Franciaországban, Doubs megyében. Lakosainak száma 47 fő (2022. január 1.). Rognon Huanne-Montmartin, Montussaint, Puessans, Tallans és Tournans községekkel határos.

## Népesség
A település népessége az elmúlt években az alábbi módon változott:
| Lakosok száma | 45   | 70   | 55   | 46   | 50   | 50   | 48   | 48   | 49   | 47   |
|               | 1968 | 1982 | 1990 | 2006 | 2013 | 2015 | 2017 | 2019 | 2020 | 2022 |